# Angelos Anastasiadis
Angelos Anastasiadis (gr. Άγγελος Αναστασιάδης) (ur. 8 marca 1953 w Salonikach) – grecki trener i piłkarz występujący na pozycji pomocnika.

## Kariera klubowa
Anastasiadis karierę rozpoczynał w 1973 roku w zespole PAOK FC. Jego barwy reprezentował przez osiem lat. W tym czasie wywalczył z klubem mistrzostwo Grecji (1976) oraz wicemistrzostwo Grecji (1978). Czterokrotnie wystąpił z nim także w finale Pucharze Grecji (1974, 1977, 1978, 1981), jednak zwycięski okazał się tylko ten z roku 1974.
W 1981 roku Anastasiadis przeszedł do Panathinaikosu. W 1982 roku wygrał z nim Puchar Grecji. W 1984 roku ponownie sięgnął z zespołem po to trofeum. W tym samym roku zdobył z nim też mistrzostwo Grecji. W 1984 roku odszedł do Korinthosu, gdzie występował przez dwa lata. Potem grał też w Diagorasie, gdzie w 1987 roku zakończył karierę.

## Kariera reprezentacyjna
W reprezentacji Grecji Anastasiadis zadebiutował 1 kwietnia 1975 w wygranym 2:1 towarzyskim meczu z Cyprem, w którym strzelił także gola. W latach 1975–1980 w drużynie narodowej rozegrał łącznie 12 spotkań i zdobył jedną bramkę.

## Kariera trenerska
Jako trener Anastasiadis prowadził kluby takie jak AO Kawala, Edessaikos, PAOK FC, Iraklís, Panathinaikos AO, ponownie Iraklís oraz PAOK, PAS Janina, Platanias i po raz trzeci PAOK. W 2003 roku zdobył z tym zespołem Puchar Grecji.
W latach 2004–2011 był także selekcjonerem reprezentacji Cypru. W roli tej zadebiutował 8 lutego 2005 w zremisowanym 1:1 towarzyskim meczu z Austrią. Pod wodzą Anastasiadisa kadra Cypru rozegrała 56 spotkań.

## Źródła
- Reprezentacyjny profil piłkarski (ang.)
- Reprezentacyjny profil trenerski (ang.)
- Angelos Anastasiadis w bazie National Football Teams (ang.)